# ロザス包囲戦 (1719年)
ロザス包囲戦（ロザスほういせん、カタルーニャ語: Setge de Roses）は四国同盟戦争中の1719年10月22日から11月17日にかけて、フランス軍がカタルーニャのロザスを包囲した戦闘。

## 背景
1719年、ベリック公ジェームズ・フィッツジェームズ率いるフランス軍はバスク州に侵攻した。侵攻の初期にはフランス軍は抵抗を受けなかったが、すぐに撤退を余儀なくされた。同年10月、イギリス艦隊はビーゴとポンテベドラを占領（ビーゴ占領も参照）、オーストリア軍もメッシーナを包囲の後落とした。フランス軍は8月31日にラ・セウ・ドゥルジェイを占領した。

## 包囲
ベリック公は歩兵40個大隊と騎兵60個中隊を率いて10月22日にラ・ブールーから進軍してカステリョー・ダンプリアスに到着、軍営を設けてロザス砦を包囲した。
艦隊は11月1日に到着したが、悪天候により輸送船の到着が遅れ、11月6日には補給と弾薬を載せた船が沈没した始末となった。結局、ベリック公は17日に包囲を解かざるを得なかった。

## 影響
バリュスはペレ・ジョアン・バルセロ（「カラスレット」（Carrasclet）とも呼ばれる）の攻撃を撃退したが、これはカタルーニャ警察の目の敵であるヴェシアナ家（Veciana）の民兵隊のおかげだった。一方、フランセス・ベルニクの派遣隊はラ・リャクナでヨゼプ・アントン・マルティに捕虜にされた。秋に戦役が終わると、フランス軍はさらなる戦役に備えるためにルシヨンへと戻った。スペインのヴェルボーム侯爵は1720年1月22日にラ・セウ・ドゥルジェイを包囲、戦争終結の数日前である1月29日に同地をフランス軍から奪回した。